# Whatever You Got I Want
Whatever You Got I Want – drugi singel The Jackson 5 z albumu Dancing Machine wydanym w 1974 roku.

## Lista utworów
1. Whatever You Got I Want
2. I Can't Quit Your Love

## Notowania
| Lista (1974)             | Najwyższa pozycja |
| ------------------------ | ----------------- |
| Billboard Hot 100        | 38                |
| US Hot R&B/Hip-Hop Songs | 3                 |

## Twórcy

### Whatever You Got I Want
- Wokal: Michael Jackson
- Kompozytor: Mel Larson, Jerry Marcellino i Gene Marcellino
- Produkcja: Mel Larson i Jerry Marcellino
- Aranżacja: James Carmichael

- Poligrafia dołączona do wznowionej edycji z albumu Dancing Machine z 2010 roku